# Tubantes
Les Tubantes (en réalité Tuihantes, et non Tubantes) étaient un petit peuple germanique appartenant à la ligue des Francs. Ils étaient installés sur la rive droite du Rhin inférieur (basse Germanie). Ils laissèrent leur nom à la Twente hollandaise en Over-Yssel.
Ils apparaissent sous la dénomination Ger/m(ani) cives Tu/ihanti comme troupes auxiliaires dans une unité de cavalerie (cuneus frisiorum) sur deux inscriptions votives découvertes dans les ruines du Fort romain de Housesteads, sur le mur d'Hadrien.
Le panégyrique prononcé à Rome le 1er mars 321 par l'orateur gaulois Nazarius en l'honneur des quinze ans de gouvernement de l'empereur Constantin fait figurer les Tubantes parmi une énumération de peuples barbares germaniques.
On retrouve les Tubantes cités dans la Notitia Dignitatum, parmi les unités d'auxilia palatina, unités germaniques intégrées dans l'armée romaine tardive.